# Roompot-Nederlandse Loterij/2017
Deze pagina geeft een overzicht van de Roompot-Nederlandse Loterij-wielerploeg in 2017.

## Algemeen
Sponsors: Roompot, Nederlandse Loterij
Algemeen manager: Michael Zijlaard
Ploegleiders: Jean-Paul van Poppel, Erik Breukink
Fietsmerk: Isaac
Onderdelen: Campagnolo

## Renners
| Naam                | Geboortedatum | Nationaliteit | Ploeg 2016                        | Ploeg 2018  |
| ------------------- | ------------- | ------------- | --------------------------------- | ----------- |
| Tim Ariesen         | 20-03-1994    | Nederland     | SEG Racing Academy                |             |
| Jesper Asselman     | 12-03-1990    | Nederland     |                                   |             |
| Martijn Budding     | 31-08-1995    | Nederland     | Rabobank Development Team         |             |
| Berden de Vries     | 10-03-1989    | Nederland     |                                   | n.n.b.      |
| Raymond Kreder      | 26-11-1989    | Nederland     |                                   | Team UKYO   |
| Pim Ligthart        | 16-06-1988    | Nederland     | Lotto Soudal                      |             |
| André Looij         | 25-05-1995    | Nederland     |                                   |             |
| Jeroen Meijers      | 12-01-1993    | Nederland     | Rabobank Development Team         |             |
| Jens Mouris         | 12-03-1980    | Nederland     | Drapac Professional Cycling       | stopt       |
| Elmar Reinders      | 14-03-1992    | Nederland     | Cyclingteam Jo Piels              |             |
| Oscar Riesebeek     | 23-12-1992    | Nederland     | Metec-TKH Continental Cyclingteam |             |
| Martijn Tusveld     | 09-09-1993    | Nederland     | Rabobank Development Team         | Team Sunweb |
| Brian van Goethem   | 16-04-1991    | Nederland     |                                   |             |
| Sjoerd van Ginneken | 06-11-1992    | Nederland     |                                   |             |
| Etienne van Empel   | 14-04-1994    | Nederland     |                                   |             |
| Nick van der Lijke  | 23-09-1991    | Nederland     |                                   |             |
| Taco van der Hoorn  | 04-12-1993    | Nederland     | Cyclingteam Join-S-De Rijke       |             |
| Coen Vermeltfoort   | 11-04-1988    | Nederland     | Cyclingteam Join-S-De Rijke       |             |
| Pieter Weening      | 05-04-1981    | Nederland     |                                   |             |

## Overwinningen
Ronde van Noorwegen
3e etappe: Pieter Weening
Schaal Sels
Winnaar: Taco van der Hoorn
Androni-Sidermec-Bottecchia · Aqua Blue Sport · Bardiani-CSF · Caja Rural-Seguros RGA · CCC-Sprandi-Polkowice · Cofidis · Delko-Marseille Provence KTM · Direct Énergie · Fortuneo-Oscaro · Gazprom-RusVelo · Israel Cycling Academy · Nippo-Vini Fantini · Roompot-Nederlandse Loterij · Soul Brasil Pro Cycling · Sport Vlaanderen-Baloise · Team Manzana Postobón · Team Novo Nordisk · UnitedHealthcare Pro Cycling Team · Vérandas Willems-Crelan · Wanty-Groupe Gobert · WB Veranclassic Aqua Protect · Wilier Triestina-Selle Italia
2015 · 2016 · 2017 · 2018 · 2019